# Rogier van Bronkhorst
Rogier van Bronkhorst (circa 1346-1419) was heer van Hilvarenbeek en domheer te Keulen (1381-1419). Hij was een zoon van Gijsbert van Bronkhorst en Catharina van Leefdael, dochter van Rogier van Leefdael (1270).
Na het overlijden van de bisschop van Utrecht Floris van Wevelinkhoven in 1393 was hij de favoriete kandidaat van de graaf van Holland, Albrecht van Beieren. Een minderheid van de stemhebbenden koos voor Rogier. De meerderheid stemde op de kandidaat die de steun van de hertog van Gelre, Willem van Gulik, genoot: Frederik van Blankenheim die op dat moment bisschop van Straatsburg was. Frederik werd uiteindelijk bisschop.
Rogier verkreeg de heerlijkheid Hilvarenbeek, waartoe ook Diessen behoorde, na het overlijden in 1346 van zijn oom Jan van Leefdael, de oudste broer van zijn moeder.
Na zijn overlijden in 1419 kwam de heerlijkheid Hilvarenbeek in handen van Rutger van Pietersheim (1370-1443) heer van Leefdael. Rutger, die  ca. 1400 trouwde met Johanna van Stavele (1370-1428), erfde de heerlijkheid via zijn grootmoeder, Elisabeth van Leefdael-Grimbergen (1320-1347), een zuster van Rogiers moeder. In 1443 kwam de heerlijkheid in handen van Richard II van Merode (1370-1446), die in 1410 trouwde met Rutgers dochter Beatrix van Pietersheim (1392-1450).